# 王藍玉
王藍玉，字潤田，臺南人，清朝政治人物。

## 生平
清同治十二年（1873年）中舉，後與楊士芳、蔡國琳等文人倡議建郡平郡王祠，並獲欽差大臣沈葆偵支持。
於1886年上任臺北府儒學教授。日治時期以後，仍居住臺灣，位於臺南市西門町二丁目。曾任「臺灣舊慣調查局事務囑託」、延平郡王祠董事等。

## 家族
根據《臺灣日日新報》，有一弟王藍波為庠生，日治時期仍從事教育，育有八子，長子王傳炎，就職醫院；次子王傳池，就職和田律師通譯，其餘或為巡查，或營商業。王藍波因患衰弱病，於1926年7月23日去世。

## 外部參考
- 劉寧顏編，《重修台灣省通志》，台北市，台灣省文獻委員會，1994年。

| 前任： 馮夢辛 | 台北府儒學教授 1886年上任 | 繼任： 黃煥奎 |